# Период повторяемости
Период повторяемости, интервал повторения — оценка интервала времени между такими событиями, как землетрясение, наводнение или изменение расхода воды, сходной интенсивности или силы. Это статистическая величина, обозначающая средний интервал повторения в течение длительного периода времени. Как правило, её вычисление требуется для анализа риска (в том числе для оценки проектов в зонах с определенным риском), а также измерения сейсмостойкости сооружений в случае повторения землетрясений (с соответствующей интенсивностью).

## Уравнение
Интервал повторения = {\displaystyle {{n} \over m}}, где
n — количество лет наблюдений;
m — ранг, интенсивность рассматриваемого события. Для наводнений он обычно измеряется в м³/с, для штормовых приливов — с точки зрения высоты подъёма воды, и т.д. для других событий.

## Период повторяемости как ожидаемая частота
Теоретически период повторяемости есть обратная вероятность того, что событие наступит в течение года. Например, 10-летнее наводнение имеет {\displaystyle 1/10=0.1} или 10% вероятность наступления в течение года, а 50-летнее наводнение имеет 0,02 или 2% вероятности наступления в течение года.
Таким образом, несмотря на то, что 10-летнее событие произойдет, в среднем, раз в 10 лет, а интенсивность 100-летнего события настолько велика, что оно ожидается только через каждые 100 лет, это всего лишь статистическая величина: ожидаемое количество 100-летних событий за период n лет равно n/100, в смысле математического ожидания. Это не значит, что 100-летние наводнения случаются регулярно, каждые 100 лет. Несмотря на «период повторяемости», в любой 100-летний период, 100-летний шторм может произойти один раз, два раза, или не случится совсем, и вероятность каждого события можно вычислить, как показано ниже.
Расчётный период повторяемости отличается от статистического показателя: он рассчитывается на основе выборки наблюдений, и отличается от теоретического значения при нормальном распределении. То есть он означает не то, что событие определённой интенсивности или больше происходит с 1% вероятности, а только то, что событие наблюдалось только один раз за 100 лет. Это различие важно в случае наблюдений редких событий: например, если аналогичное событие наблюдалось 400 лет назад, то при дальнейших наблюдениях оно может быть классифицировано как 200-летнее событие (если сопоставимое событие происходит чаще) или 500-летнее событие (если не происходит сопоставимого события в течение 100 лет).
Кроме того, невозможно определить интенсивность и период повторяемости 1000-летних событий на основе наблюдений, ввиду наличия единичных записей о них, поэтому вместо этого следует использовать статистическую модель для прогнозирования величины таких (ненаблюдаемых) событий.

## Распределение вероятностей
В рассматриваемый период n лет, вероятность наступления данного числа событий k на данном интервале времени T подчиняется закону биномиального распределения. В периоде длительного времени (при увеличении n), сходится к распределению Пуассона.
{\displaystyle 1/T={m \over {n}}}, где
T период повторяемости
m ранг, интенсивность
n количество наблюдений
Если вероятность наступления события обозначить через р, то вероятность не наступления события равна {\displaystyle q=(1-p)}.
Биномиальное распределение может быть использовано, чтобы найти вероятность наступления события r раз за период в n лет.
{\displaystyle ={\binom {n}{r}}\times p^{r}\times (1-p)^{n-r}},
где {\displaystyle {\binom {n}{r}}={\frac {n!}{(n-r)!\,r!}}} — биномиальный коэффициент.

### Пример
При периоде повторяемости события в 50 лет,
{\displaystyle P={1 \over 50}=0.02}.
Таким образом, вероятность того, что такое событие происходит только один раз в 10 лет, равна
{\displaystyle P={\binom {10}{1}}\times 0.02^{1}\times 0.98^{9}}
{\displaystyle \approx 10\times 0.02\times 0.834}
{\displaystyle \approx 0.167}

### Анализ рисков
Период повторяемости также полезен для анализа рисков (таких, как природные, неотъемлемые, или гидрологические риски).  При расчёте прочности сооружений период повторяемости используется по отношению к проектному сроку жизни сооружения. Это вероятность того, что наступит по крайней мере одно событие, интенсивность которого превысит проектные нормы в течение ожидаемого срока эксплуатации конструкции. Эта вероятность является дополнением к вероятности того, что никакое событие не превысит проектных норм.
Уравнение для оценки этого риска может быть выражено как
{\displaystyle {\overline {R}}=1-(1-{1 \over T})^{n}=1-(1-P(X\geq {x_{T}}))^{n}}
где
{\displaystyle {1 \over T}=P(X\geq {x_{T}})} — выражение вероятности появления события;
n — ожидаемое время эксплуатации сооружения.